# Lista de ministros do Superior Tribunal de Justiça
Esta é uma lista de ministros e ex-ministros do Superior Tribunal de Justiça (STJ), incluindo aqueles oriundos do Tribunal Federal de Recursos (TFR), extinto pela Constituição brasileira de 1988.
| Membro oriundo do TFR, considerando-se como data inicial a posse naquele Tribunal | Membro atual |

JF - Justiça Federal, MP - Ministério Público (estadual), MPF - Ministério Público Federal, OAB - Ordem dos Advogados do Brasil, TJ - Tribunal de Justiça, TRF - Tribunal Regional Federal 
| Vaga | Ordem | Nome                           | Naturalidade        | Origem | Início                  | Término                 | Nomeação                  |
| ---- | ----- | ------------------------------ | ------------------- | ------ | ----------------------- | ----------------------- | ------------------------- |
| 1    | 1     | Armando Rollemberg             | Sergipe             | OAB-SE | 29 de julho de 1963     | 20 de fevereiro de 1991 | João Goulart              |
| 1    | 2     | Humberto Gomes de Barros       | Alagoas             | OAB-DF | 27 de junho de 1991     | 22 de julho de 2008     | Fernando Collor           |
| 1    | 3     | Sebastião Reis Júnior          | Minas Gerais        | OAB-DF | 13 de junho de 2011     | —                       | Dilma Rousseff            |
|      |       |                                |                     |        |                         |                         |                           |
| 2    | 1     | José Fernandes Dantas          | Rio Grande do Norte | MPF    | 29 de outubro de 1976   | 1 de outubro de 1998    | Ernesto Geisel            |
| 2    | 2     | Hamilton Carvalhido            | Rio de Janeiro      | MP-RJ  | 15 de abril de 1999     | 9 de maio de 2011       | Fernando Henrique Cardoso |
| 2    | 3     | Sérgio Kukina                  | Paraná              | MP-PR  | 6 de fevereiro de 2013  | —                       | Dilma Rousseff            |
|      |       |                                |                     |        |                         |                         |                           |
| 3    | 1     | Evandro Gueiros Leite          | Pernambuco          | JF-RJ  | 19 de dezembro de 1977  | 6 de novembro de 1990   | Ernesto Geisel            |
| 3    | 2     | Demócrito Ramos Reinaldo       | Paraíba             | TJ-PE  | 27 de junho de 1991     | 2 de agosto de 1999     | Fernando Collor           |
| 3    | 3     | Domingos Franciulli Netto      | São Paulo           | TJ-SP  | 27 de outubro de 1999   | 15 de novembro de 2005  | Fernando Henrique Cardoso |
| 3    | 4     | Humberto Martins               | Alagoas             | TJ-AL  | 14 de junho de 2006     | —                       | Luiz Inácio Lula da Silva |
|      |       |                                |                     |        |                         |                         |                           |
| 4    | 1     | Washington Bolívar             | Bahia               | MP-DFT | 19 de dezembro de 1977  | 2 de dezembro de 1991   | Ernesto Geisel            |
| 4    | 2     | Cesar Asfor Rocha              | Ceará               | OAB-CE | 22 de abril de 1992     | 3 de setembro de 2012   | Fernando Collor           |
| 4    | 3     | Rogerio Schietti Cruz          | Minas Gerais        | MP-DFT | 28 de agosto de 2013    | —                       | Dilma Rousseff            |
|      |       |                                |                     |        |                         |                         |                           |
| 5    | 1     | Antônio Torreão Braz           | Paraíba             | MPF    | 19 de dezembro de 1977  | 4 de outubro de 1995    | Ernesto Geisel            |
| 5    | 2     | José Arnaldo da Fonseca        | Sergipe             | MPF    | 27 de junho de 1996     | 25 de novembro de 2005  | Fernando Henrique Cardoso |
| 5    | 3     | Maria Thereza de Assis Moura   | São Paulo           | OAB-SP | 9 de agosto de 2006     | —                       | Luiz Inácio Lula da Silva |
|      |       |                                |                     |        |                         |                         |                           |
| 6    | 1     | Carlos Velloso                 | Minas Gerais        | JF-MG  | 19 de dezembro de 1977  | 13 de junho de 1990     | Ernesto Geisel            |
| 6    | 2     | Francisco Peçanha Martins      | Bahia               | OAB-BA | 5 de fevereiro de 1991  | 13 de fevereiro e 2008  | Fernando Collor           |
| 6    | 3     | Mauro Campbell Marques         | Amazonas            | MP-AM  | 17 de junho de 2008     | —                       | Luiz Inácio Lula da Silva |
|      |       |                                |                     |        |                         |                         |                           |
| 7    | 1     | William Patterson              | Bahia               | OAB-DF | 3 de agosto de 1979     | 14 de dezembro de 2000  | João Figueiredo           |
| 7    | 2     | Laurita Vaz                    | Goiás               | MPF    | 26 de junho de 2001     | 19 de outubro de 2023   | Fernando Henrique Cardoso |
| 7    | 3     | vago                           |                     |        |                         |                         |                           |
|      |       |                                |                     |        |                         |                         |                           |
| 8    | 1     | Romildo Bueno de Souza         | São Paulo           | TJ-DFT | 8 de abril de 1980      | 8 de abril de 1999      | João Figueiredo           |
| 8    | 2     | Paulo Gallotti                 | Santa Catarina      | TJ-SC  | 30 de junho de 1999     | 1 de agosto de 2009     | Fernando Henrique Cardoso |
| 8    | 3     | Raul Araújo                    | Ceará               | TJ-CE  | 12 de maio de 2010      | —                       | Luiz Inácio Lula da Silva |
|      |       |                                |                     |        |                         |                         |                           |
| 9    | 1     | Miguel Ferrante                | Acre                | JF-SP  | 23 de junho de 1980     | 4 de março de 1990      | João Figueiredo           |
| 9    | 2     | Hélio Mosimann                 | Santa Catarina      | TJ-SC  | 9 de agosto de 1990     | 2 de agosto de 2001     | Fernando Collor           |
| 9    | 3     | Luiz Fux                       | Rio de Janeiro      | TJ-RJ  | 29 de novembro de 2001  | 3 de março de 2011      | Fernando Henrique Cardoso |
| 9    | 4     | Marco Aurélio Bellizze         | Rio de Janeiro      | TJ-RJ  | 5 de setembro de 2011   | —                       | Dilma Rousseff            |
|      |       |                                |                     |        |                         |                         |                           |
| 10   | 1     | José Cândido de Carvalho Filho | Ceará               | JF-BA  | 23 de junho de 1980     | 14 de abril de 1994     | João Figueiredo           |
| 10   | 2     | Vicente Leal de Araújo         | Piauí               | TRF-1  | 24 de novembro de 1994  | 25 de março de 2004     | Itamar Franco             |
| 10   | 3     | Arnaldo Esteves Lima           | Minas Gerais        | TRF-5  | 19 de agosto de 2004    | 27 de junho de 2014     | Luiz Inácio Lula da Silva |
| 10   | 4     | Reynaldo Soares da Fonseca     | Maranhão            | TRF-1  | 26 de maio de 2015      | —                       | Dilma Rousseff            |
|      |       |                                |                     |        |                         |                         |                           |
| 11   | 1     | Pedro da Rocha Acioli          | Alagoas             | JF-AL  | 23 de junho de 1980     | 8 de março de 1995      | João Figueiredo           |
| 11   | 2     | José Delgado                   | Rio Grande do Norte | TRF-5  | 14 de dezembro de 1995  | 5 de junho de 2008      | Fernando Henrique Cardoso |
| 11   | 3     | Benedito Gonçalves             | Rio de Janeiro      | TRF-2  | 17 de setembro de 2008  | —                       | Luiz Inácio Lula da Silva |
|      |       |                                |                     |        |                         |                         |                           |
| 12   | 1     | Américo Luz                    | Minas Gerais        | JF-RJ  | 23 de junho de 1980     | 25 de fevereiro de 1998 | João Figueiredo           |
| 12   | 2     | Gilson Dipp                    | Rio Grande do Sul   | TRF-4  | 29 de junho de 1998     | 25 de setembro de 2014  | Fernando Henrique Cardoso |
| 12   | 3     | Joel Ilan Paciornik            | Paraná              | TRF-4  | 6 de abril de 2016      | —                       | Dilma Rousseff            |
|      |       |                                |                     |        |                         |                         |                           |
| 13   | 1     | Antônio de Pádua Ribeiro       | Minas Gerais        | MPF    | 23 de junho de 1980     | 20 de setembro de 2007  | João Figueiredo           |
| 13   | 2     | Antonio Carlos Ferreira        | São Paulo           | OAB-SP | 13 de junho de 2011     | —                       | Dilma Rousseff            |
|      |       |                                |                     |        |                         |                         |                           |
| 14   | 1     | Cid Flaquer Scartezzini        | São Paulo           | JF-SP  | 7 de maio de 1981       | 24 de fevereiro de 1999 | João Figueiredo           |
| 14   | 2     | Jorge Scartezzini              | São Paulo           | TRF-3  | 3 de junho de 1999      | 22 de fevereiro de 2007 | Fernando Henrique Cardoso |
| 14   | 3     | Napoleão Nunes Maia Filho      | Ceará               | TRF-5  | 23 de maio de 2007      | 20 de dezembro de 2020  | Luiz Inácio Lula da Silva |
| 14   | 4     | Messod Azulay                  | Rio de Janeiro      | TRF-2  | 6 de dezembro de 2022   | —                       | Jair Bolsonaro            |
|      |       |                                |                     |        |                         |                         |                           |
| 15   | 1     | Jesus Costa Lima               | Ceará               | JF-DF  | 9 de dezembro de 1981   | 4 de outubro de 1995    | João Figueiredo           |
| 15   | 2     | Fernando Gonçalves             | Minas Gerais        | TRF-1  | 27 de junho de 1996     | 20 de março de 2010     | Fernando Henrique Cardoso |
| 15   | 3     | Isabel Gallotti                | Rio de Janeiro      | TRF-1  | 10 de agosto de 2010    | —                       | Luiz Inácio Lula da Silva |
|      |       |                                |                     |        |                         |                         |                           |
| 16   | 1     | Geraldo Sobral                 | Sergipe             | JF-SE  | 16 de dezembro de 1982  | 17 de agosto de 1992    | João Figueiredo           |
| 16   | 2     | Anselmo Santiago               | Pará                | TRF-1  | 12 de fevereiro de 1993 | 28 de novembro de 1998  | Itamar Franco             |
| 16   | 3     | Francisco Falcão               | Pernambuco          | TRF-5  | 30 de junho de 1999     | —                       | Fernando Henrique Cardoso |
|      |       |                                |                     |        |                         |                         |                           |
| 17   | 1     | Carlos Thibau                  | Rio de Janeiro      | JF-RJ  | 10 de junho de 1983     | 25 de maio de 1992      | João Figueiredo           |
| 17   | 2     | Adhemar Maciel                 | Minas Gerais        | TRF-1  | 11 de novembro de 1992  | 13 de novembro de 1998  | Itamar Franco             |
| 17   | 3     | Eliana Calmon                  | Bahia               | TRF-1  | 30 de junho de 1999     | 18 de dezembro de 2013  | Fernando Henrique Cardoso |
| 17   | 4     | Gurgel de Faria                | Pernambuco          | TRF-5  | 9 de setembro de 2014   | —                       | Dilma Rousseff            |
|      |       |                                |                     |        |                         |                         |                           |
| 18   | 1     | Paulo Costa Leite              | Rio Grande do Sul   | OAB-DF | 25 de setembro de 1984  | 4 de abril de 2002      | João Figueiredo           |
| 18   | 2     | João Otávio de Noronha         | Minas Gerais        | OAB-DF | 3 de dezembro de 2002   | —                       | Fernando Henrique Cardoso |
|      |       |                                |                     |        |                         |                         |                           |
| 19   | 1     | Nilson Naves                   | Minas Gerais        | MP-SP  | 11 de abril de 1985     | 20 de abril de 2010     | João Figueiredo           |
| 19   | 2     | Villas Bôas Cueva              | São Paulo           | OAB-DF | 13 de junho de 2011     | —                       | Dilma Rousseff            |
|      |       |                                |                     |        |                         |                         |                           |
| 20   | 1     | Eduardo Ribeiro                | Minas Gerais        | TJ-DFT | 12 de junho de 1985     | 1 de agosto de 2000     | José Sarney               |
| 20   | 2     | Castro Filho                   | Minas Gerais        | TJ-GO  | 18 de dezembro de 2000  | 27 de agosto de 2007    | Fernando Henrique Cardoso |
| 20   | 3     | Jorge Mussi                    | Santa Catarina      | TJ-SC  | 12 de dezembro de 2007  | 10 de janeiro de 2023   | Luiz Inácio Lula da Silva |
| 20   | 4     | Teodoro Silva Santos           | Ceará               | TJ-CE  | 22 de novembro de 2023  | —                       | Luiz Inácio Lula da Silva |
|      |       |                                |                     |        |                         |                         |                           |
| 21   | 1     | Ilmar Galvão                   | Bahia               | JF-DF  | 29 de outubro de 1985   | 26 de junho de 1991     | José Sarney               |
| 21   | 2     | Milton Pereira                 | São Paulo           | TRF-3  | 3 de abril de 1992      | 10 de dezembro de 2002  | Fernando Collor           |
| 21   | 3     | Castro Meira                   | Bahia               | TRF-5  | 4 de junho de 2003      | 19 de setembro de 2013  | Luiz Inácio Lula da Silva |
| 21   | 4     | Nefi Cordeiro                  | Paraná              | TRF-4  | 3 de abril de 2014      | 11 de março de 2021     | Dilma Rousseff            |
| 21   | 5     | Paulo Sérgio Domingues         | São Paulo           | TRF-3  | 6 de dezembro de 2022   | —                       | Jair Bolsonaro            |
|      |       |                                |                     |        |                         |                         |                           |
| 22   | 1     | Dias Trindade                  | Bahia               | JF-BA  | 9 de janeiro de 1986    | 18 de novembro de 1994  | José Sarney               |
| 22   | 2     | Ari Pargendler                 | Rio Grande do Sul   | TRF-4  | 19 de junho de 1995     | 15 de setembro de 2014  | Fernando Henrique Cardoso |
| 22   | 3     | Ribeiro Dantas                 | Rio Grande do Norte | TRF-5  | 30 de setembro de 2015  | —                       | Dilma Rousseff            |
|      |       |                                |                     |        |                         |                         |                           |
| 23   | 1     | José de Jesus                  | Minas Gerais        | JF-GO  | 9 de janeiro de 1986    | 30 de junho de 1997     | José Sarney               |
| 23   | 2     | Aldir Passarinho Junior        | Rio de Janeiro      | TRF-1  | 28 de maio de 1998      | 18 de abril de 2011     | Fernando Henrique Cardoso |
| 23   | 3     | Assusete Magalhães             | Minas Gerais        | TRF-1  | 21 de agosto de 2012    | 15 de janeiro de 2024   | Dilma Rousseff            |
| 23   | 4     | vago                           |                     |        |                         |                         |                           |
|      |       |                                |                     |        |                         |                         |                           |
| 24   | 1     | Assis Toledo                   | Minas Gerais        | MPF    | 30 de março de 1987     | 15 de julho de 1996     | José Sarney               |
| 24   | 2     | Felix Fischer                  | Alemanha            | MP-PR  | 17 de dezembro de 1996  | 22 de agosto de 2022    | Fernando Henrique Cardoso |
| 24   | 3     | Daniela Teixeira               | Distrito Federal    | OAB-DF | 22 de novembro de 2023  | —                       | Luiz Inácio Lula da Silva |
|      |       |                                |                     |        |                         |                         |                           |
| 25   | 1     | Edson Vidigal                  | Maranhão            | OAB-DF | 9 de dezembro de 1987   | 29 de março de 2003     | José Sarney               |
| 25   | 2     | Herman Benjamin                | Paraíba             | MP-SP  | 6 de setembro de 2006   | —                       | Luiz Inácio Lula da Silva |
|      |       |                                |                     |        |                         |                         |                           |
| 26   | 1     | Garcia Vieira                  | Goiás               | JF-DF  | 8 de setembro de 1988   | 5 de outubro de 2002    | José Sarney               |
| 26   | 2     | Teori Zavascki                 | Santa Catarina      | TRF-4  | 8 de maio de 2003       | 29 de novembro de 2012  | Luiz Inácio Lula da Silva |
| 26   | 3     | Regina Helena Costa            | São Paulo           | TRF-3  | 28 de agosto de 2013    | —                       | Dilma Rousseff            |
|      |       |                                |                     |        |                         |                         |                           |
| 27   | 1     | Athos Carneiro                 | Rio Grande do Sul   | TJ-RS  | 18 de maio de 1989      | 29 de outubro de 1993   | José Sarney               |
| 27   | 2     | Ruy Rosado de Aguiar           | Rio Grande do Sul   | TJ-RS  | 29 de abril de 1994     | 11 de agosto de 2003    | Itamar Franco             |
| 27   | 3     | Denise Arruda                  | Paraná              | TJ-PR  | 18 de novembro de 2003  | 6 de abril de 2010      | Luiz Inácio Lula da Silva |
| 27   | 4     | Paulo de Tarso Sanseverino     | Rio Grande do Sul   | TJ-RS  | 10 de agosto de 2010    | 8 de abril de 2023      | Luiz Inácio Lula da Silva |
| 27   | 5     | Afrânio Vilela                 | Minas Gerais        | TJ-MG  | 22 de novembro de 2023  | —                       | Luiz Inácio Lula da Silva |
|      |       |                                |                     |        |                         |                         |                           |
| 28   | 1     | Luiz Vicente Cernicchiaro      | São Paulo           | TJ-DFT | 18 de maio de 1989      | 2 de agosto de 1999     | José Sarney               |
| 28   | 2     | Nancy Andrighi                 | Rio Grande do Sul   | TJ-DFT | 27 de outubro de 1999   | —                       | Fernando Henrique Cardoso |
|      |       |                                |                     |        |                         |                         |                           |
| 29   | 1     | Waldemar Zveiter               | Minas Gerais        | TJ-RJ  | 18 de maio de 1989      | 16 de março de 2001     | José Sarney               |
| 29   | 2     | Paulo Medina                   | Minas Gerais        | TJ-MG  | 26 de junho de 2001     | 3 de agosto de 2010     | Fernando Henrique Cardoso |
| 29   | 3     | Marco Buzzi                    | Santa Catarina      | TJ-SC  | 5 de setembro de 2011   | —                       | Dilma Rousseff            |
|      |       |                                |                     |        |                         |                         |                           |
| 30   | 1     | Fontes de Alencar              | Sergipe             | TJ-SE  | 18 de maio de 1989      | 5 de dezembro de 2003   | José Sarney               |
| 30   | 2     | Hélio Quaglia Barbosa          | São Paulo           | TJ-SP  | 15 de junho de 2004     | 1 de fevereiro de 2008  | Luiz Inácio Lula da Silva |
| 30   | 3     | Luis Felipe Salomão            | Bahia               | TJ-RJ  | 17 de junho de 2008     | —                       | Luiz Inácio Lula da Silva |
|      |       |                                |                     |        |                         |                         |                           |
| 31   | 1     | Cláudio Santos                 | Piauí               | TJ-CE  | 18 de maio de 1989      | 18 de março de 1996     | José Sarney               |
| 31   | 2     | Menezes Direito                | Pará                | TJ-RJ  | 27 de junho de 1996     | 5 de setembro de 2007   | Fernando Henrique Cardoso |
| 31   | 3     | Sidnei Beneti                  | São Paulo           | TJ-SP  | 12 de dezembro de 2007  | 20 de agosto de 2014    | Luiz Inácio Lula da Silva |
| 31   | 4     | Antonio Saldanha Palheiro      | Rio de Janeiro      | TJ-RJ  | 6 de abril de 2016      | —                       | Dilma Rousseff            |
|      |       |                                |                     |        |                         |                         |                           |
| 32   | 1     | Sálvio de Figueiredo           | Minas Gerais        | TJ-MG  | 18 de maio de 1989      | 1 de fevereiro de 2006  | José Sarney               |
| 32   | 2     | Massami Uyeda                  | São Paulo           | TJ-SP  | 14 de junho de 2006     | 23 de novembro de 2012  | Luiz Inácio Lula da Silva |
| 32   | 3     | Moura Ribeiro                  | São Paulo           | TJ-SP  | 28 de agosto de 2013    | —                       | Dilma Rousseff            |
|      |       |                                |                     |        |                         |                         |                           |
| 33   | 1     | Barros Monteiro                | São Paulo           | TJ-SP  | 18 de maio de 1989      | 8 de abril de 2008      | José Sarney               |
| 33   | 2     | Og Fernandes                   | Pernambuco          | TJ-PE  | 17 de junho de 2008     | —                       | Luiz Inácio Lula da Silva |